# (7442) Inouehideo
(7442) Inouehideo est un astéroïde de la ceinture principale.

## Description
(7442) Inouehideo est un astéroïde de la ceinture principale. Il fut découvert le 20 septembre 1995 à Kitami par Kin Endate et Kazuro Watanabe. Il présente une orbite caractérisée par un demi-grand axe de 3,17 UA, une excentricité de 0,14 et une inclinaison de 0,8° par rapport à l'écliptique.

## Compléments